# Eduardo Halfon
Eduardo Halfon (geboren am 20. August 1971 in Guatemala-Stadt) ist ein guatemaltekischer  Schriftsteller.

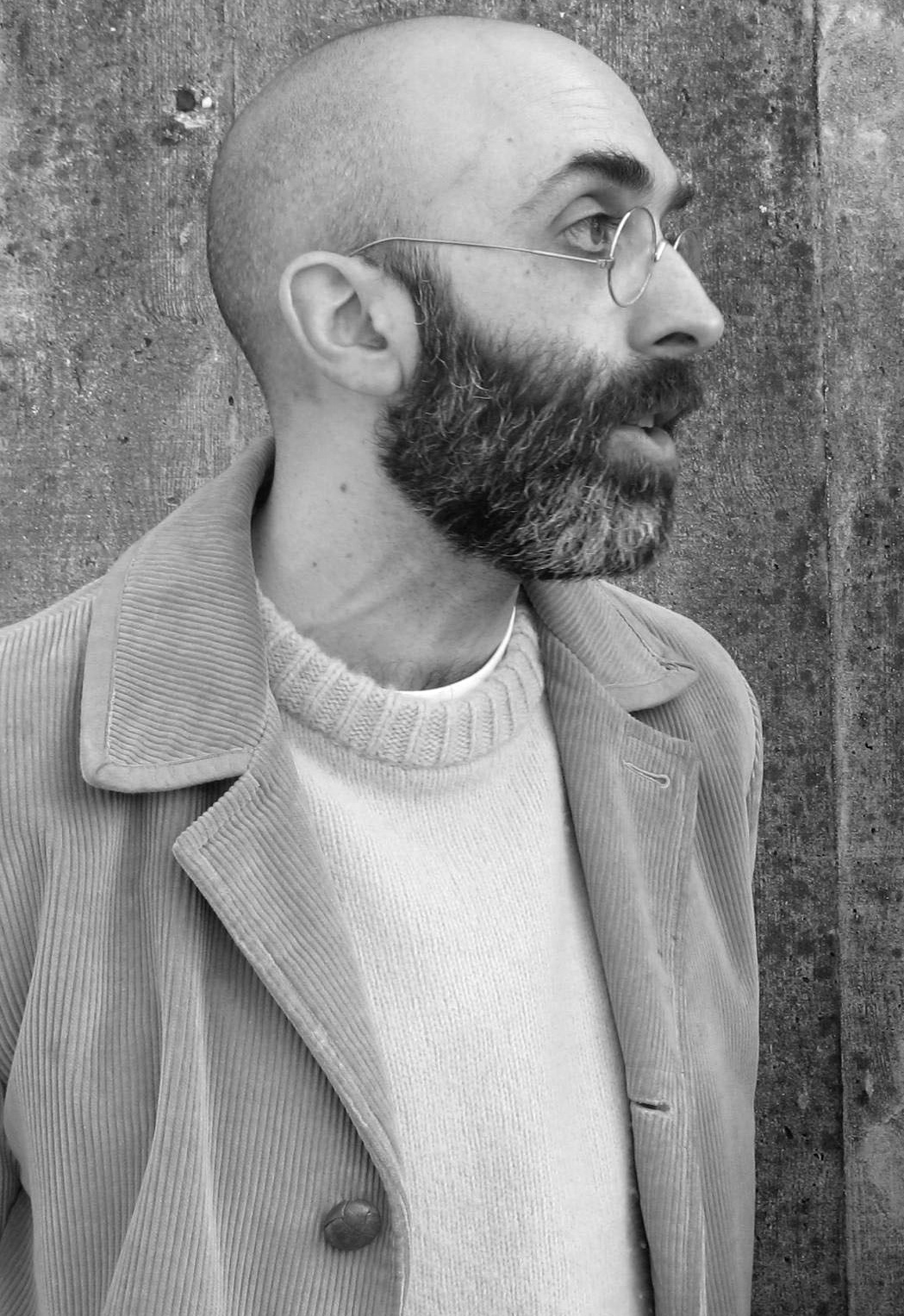
Eduardo Halfon (2008)

## Leben
Eduardo Halfon stammt aus einer jüdischen Familie, der Großvater des Protagonisten Eduardo Halfon im Roman Der polnische Boxer (2008) war ein Łódźer Jude, der das Ghetto Litzmannstadt, das KZ Sachsenhausen und das Vernichtungslager Auschwitz überlebt hat.  Er wuchs in Guatemala auf und wanderte mit zehn Jahren mit seinen Eltern in die USA aus. Er studierte Industrial Engineering an der North Carolina State University und ging dann wieder nach Guatemala zurück, wo er acht Jahre lang Literatur an der Universidad Francisco Marroquín lehrte.
Er lebt in Nebraska.
Halfons erster Roman Esto no es una pipa, Saturno wurde 2003 veröffentlicht. Der Roman untersucht den  Selbstmord des 23-jährigen guatemaltekischen Malers Carlos Valenti im Jahr 1912 aus verschiedenen Perspektiven. Der Buchtitel spielt auf ein surrealistisches Bild an. Für das Buch La pirueta erhielt Halfon den José María de Pereda Preis für Kurzprosa in Santander. Im 2011 erschienenen Roman Mañana nunca lo hablamos beschreibt er eine Kindheit im gewaltbeherrschten Guatemala der 1970er Jahre.
Halfon erhielt 2011 eine Guggenheim Fellowship für die Weiterarbeit an seinem Buch El boxeador polaco, der in zehn Runden geschrieben ist. Vorarbeiten hierzu erschienen unter demselben Titel 2008 sowie weitere Teile 2010 unter dem Titel La pirueta.
Die französische Übersetzung (Deuils) von Duelo wurde 2018 mit dem Prix du Meilleur livre étranger in der Kategorie „Essay“ ausgezeichnet.

## Werke (Auswahl)
- Esto no es una pipa, Saturno. Guatemala ciudad : Alfaguara, 2003
- De cabo roto. Barcelona : Littera, 2003
- El ángel literario. Barcelona : Editorial Anagrama 2004
- El boxeador polaco. Valencia : Pre-Textos, 2008
  - Der polnische Boxer. Roman in zehn Runden. Aus dem Spanischen von Peter Kultzen und Luis Ruby. München : Hanser, 2014[6], ISBN 978-3-446-24599-0
  - Als Taschenbuch bei dtv, München 2016, ISBN 978-3-423-14509-1
- Clases de hebreo. Logroño, La Rioja : AMG Editor, 2008
- Clases de dibujo. La Rioja : AMG, 2009
- La pirueta. Valencia : Pre-Textos, 2010
- Mañana nunca lo hablamos. Valencia : Pre-Textos, 2011
- Elocuencias de un tartamudo. Valencia : Pre-Textos, 2012
- Monasterio. Barcelona : Libros del Asteroide, 2014
- Signor Hoffman, span. u. dt. 2016
  - Signor Hoffman. Roman. Aus dem Spanischen von Luis Ruby. München : Hanser, 2016, ISBN 978-3-446-25275-2
- Duelo, Barcelona : Libros del Asteroide, 2017
  - Duell. Roman. Aus dem Spanischen von Luis Ruby. München : Hanser, 2019, ISBN 978-3-446-26372-7